# توماس د. بيرد
توماس د. بيرد (بالإنجليزية: Thomas D. Baird)‏ هو مدرس أمريكي، ولد في 14 يوليو 1819 في نيوارك في الولايات المتحدة، وتوفي في 9 يونيو 1873 في بالتيمور في الولايات المتحدة.